# استیو هریس
استیو هریس (به انگلیسی: Steve Harris) نوازندهٔ گیتار بیس انگلیسی است که بیشتر به‌عنوان بیسیست، آهنگ‌ساز اصلی و مرد اول گروه هوی متال آیرن میدن شناخته می‌شود. او در آیرن میدن به‌عنوان نوازندهٔ کیبورد و خوانندهٔ بک وکال هم نقش دارد.
استیو هریس که در سال ۱۹۷۵ آیرن میدن را بنیان گذاشت به همراه دیو مورای تنها افرادی از اعضای گروه هستند که در همهٔ آلبوم‌های گروه حضور داشته‌اند. او همچنین تنها عضو گروه است که از زمان تشکیل گروه تاکنون، بدون وقفه در آیرن میدن حضور داشته‌است.
استیو در دوران جوانی یک بازیکن نیمه‌حرفه‌ای فوتبال بوده‌است که پس از تأسیس آیرن میدن آن را کنارگذاشت.